# اسارت پناهندگان در اتحاد جماهیر شوروی در طول جنگ جهانی دوم
اسارت پناهندگان در اتحاد جماهیر شوروی در طول جنگ جهانی دوم به اسارت عمومی از طرف اتحاد جماهیر شوروی تعداد کثیری از پناهندگان از ناحیه‌هایی از لهستان و نظایر ناحیه‌هایی که از طرف آلمان نازی در طول جنگ جهانی دوم تسخیر شده بود، گفته می‌شود. آنها پناهندگانی بودند که در طول جنگ جهانی دوم از طرف اتحاد جماهیر شوروی در اردوگاه‌های گوناگون بازداشت شدند. در اوایل جنگ، اتحاد جماهیر شوروی به لهستان حمله کرد و بعد از حمله با کل مردم لهستان با دشمنی رفتار می‌کردند. هنگامی که آلمان نازی به اتحاد جماهیر شوروی حمله کرد وضعیت آنان دستخوش تغییر بنیادی شد و در نتیجه باعث الحاق اتحاد جماهیر شوروی به متفقین شد. و در آن زمان شهروندان لهستانی به عنوان متحد اتحاد جماهیر شوروی در جنگ بر ضد نازی‌ها در نظر گرفته می‌شدند و بعدها با توسعه جنگ، ارتش شوروی واحدهای نظامی متشکل از مردم لهستان را تشکیل داد.